# Двадесет хиляди мъченици, изгорени в Никомидия
Двадесетте хиляди мъченици, изгорени в Никомидия са група християнски мъченици от началото на IV век. Те загиват около 302 г. (т.е. фактически към началото на Диоклециановите гонения) в Никомедия, област Витиния, по това време – източна столица на Римската империя. Избиването им, според легендата за тях, включващо групово изпепеляване на приблизително 20 хиляди души, както и други съпътстващи го преследвания, се приписва на владетел член на Римската тетрархия, който може да е и император Максимиан Херкулий (въпреки че той не се намира в Никомидия по това време) или Галерий Максимиан – цезар на Изтока. Според агиографиите той изисква от поданиците си да принесат благодарствени жертви на боговете в чест на негова военна победа в Африка (според житиетата му – срещу етиопците), но християните в града отказват да го направят. Затова са обградени в катедралата на Никомидия по време на служба за Рождество Христово и са изгорени живи там – включително жените и децата (събрани по-рано за литургия от епископ Антим Никомидийски, който побързва да извърши над тях съответните кръщавания и причастявания – според версията на Партений Левкийски).

## Никомидийските мъченици
В по-подробната версия за гибелта на никомидийските християни, записана от руския агиограф Димитрий Ростовски в произведението му „Четьи-Минеи“, общата им трагедия (според него започнала още при „свети Кирил, славният епископ на Никомидийската църква, украсен с праведен живот и с дар слово“) се разиграва на фона на личната история на млада девойка (момиче на около 12 – 15 години) на име Домна, чиято измяна спрямо езичеството се явява своеобразен повод за репресиите над тях, а смъртта ѝ – тяхна кулминация. За нея житиеписецът твърди, че е любимка, възпитаница и храненица на императора, с която той се уславя „да съхрани девствеността си“ (но явно не до зряла възраст, т.е. тя не е весталка, нито се обучава за такава, тъй като важна част от имуществата, които по-късно тя раздава на местните бедняци, е нейният момински, т.е. невестински, чеиз, – част от нейната зестра), – който непременно трябва да ѝ седи приготвен и затова ѝ е възстановен – обаче тя пак го дарява). В ритуалите, които извършва като жрица, ѝ помага колегия от кастрирани жреци (евнуси, изглежда близки до т.нар. гали), така че тя по-скоро е служителка на култа на на богинята Кибела, отъждествявана в Елинистичната епоха с Деметра (самият император обаче я споменава, според текста на житието, като „жрица на Диана и Минерва“). На младата дама веднъж попада Евангелието и тя се увлича и поучава от него, дотолкова че си намира някаква млада знатна учителка и наставница в християнство, а по-късно се свързва с епископа и се покръства. От нейните събратя кастрати най-близък ѝ е някой си Индис, който също възприема новата ѝ религия и който изпълнява ролята на неин компаньон и прислужник, а по-късно пребивава дълго с нея в покоите ѝ в двореца и там заедно се молят на Бога, в обстановка на доброволни лишения.
Императорът, като се завръща от война „с варварите“, е доволен от постиженията си и приписвайки ги на благоволението към него и римския народ на боговете олимпийци, пожелава да направи целокупното население на столицата Никомедия съпричастно към неговата благодарност. Обаче реакцията на част от хората е много разочароваща за него. Оказва се, че християните не са склонни да се включат в предвидените от него церемонии. Сред тях вече е хубавата Домна, но Максимиан отначало не го знае, защото тя е забягнала в манастир, където е станала неоткриваема. Успява да се измъкне от града, преструвайки се на полудяла и обхваната от пристъпи на епилепсия, за да не я разкрият, че е християнка. Все пак връзката ѝ с християните скоро става явна, защото тя се е държала, като такава (постейки усилено и раздавайки на два пъти цялото си богатство на градските бедняци; освен това изоставя задълженията си на жрица и държи кръст в стаята си). Съвсем подозрителна става с това, че се приютява именно при християните (в житието – по идея на „главния евнух“, който преди това безуспешно измъчва и бичува и ги държи в глад и жажда нея и Индис, за да ги вразуми и изцери), за които се предполагало, че ще успеят да я излекуват, т.е. да ѝ приложат някакви свои специфични екзорсистки умения и да я върнат жива и здрава при езичниците. Служителят я поверява на новия епископ Антим, приемник на покръстилия я Кирил, който междувременно е починал, а той – на игуменка на име Агатия, в чийто женски манастир отначало се укрива, но когато императорът започва преследванията си, тя се уплашва за момичето, за което научава, че е издирвано. Маскира Домна, като мъж и я настанява в мъжки манастир. С това ѝ спасява живота, тъй повечето други монахини из околността и голям брой други християнки скоро са изловени от войниците и много от тях – изклани. Мъжките манастири в района също са унищожени по това време, според същото житие, след като императорът се разгневява твърде много от това, че пратените от него да я търсят отряди все не намират бившата жрица Домна, и разпраща хора да ги разрушат, точно както и женските.
Част от пленничките християнки са заставени да проституират (или поне такава им е присъдата, но по чудо избягват тази участ). След като избягват, някои от тях отиват в голямата църква в Никомедия, където после също влизат в числото на изгорените в нея. Сред тях е и девица, на име Теодора или Теофила, прочута с голямата си красота и благочестие, за която в легендата се казва, че била защитена от свръхестествена сила (може би дори – от самия Иисус Христос), а тълпящите се да я изнасилват в публичния дом мъже пострадват тежко, но няколко от тях изглежда се отървават, като сами стават християни. Многобройни други заловени или саморазкрили се християни са държани по затворите, осакатени, измъчвани и в края на краищата – убити по разни начини. Сред тях е и Индис, който е удавен в морето, както и военачалникът Доротей, който „носел титлата наместник на Италия“ и други сановници и приближени на владетеля хора, включително войник на име Зинон, който го критикува за това, че устройва празник, в чест на богинята Церера и се весели с конни надбягвания, за да ознаменува цялото това изтребление, което от друга страна е представено в агиографията, като повод за радост и на самите християни, в голяма своя част – щастливи да станат мъченици.
В това време епископ Антим успява да се укрие и често изпраща окуражаващи послания на привържениците си. Много от тях (включително и поне един от куриерите му) са постепенно хванати и избити от хората на императора, но въпреки мъченията и екзекуциите упорито не съдействат на Максимиан в залавянето на архийерея. Най-много християни – от всеки пол и възраст – все пак загиват накуп, когато църквата, в която са се събрали да празнуват Коледа (по онова време съчетана или идентична с Богоявление), е подпалена от всички страни (преди това ги канят отвън на приготвено да участват в него жертвоприношение, но никой не излиза, а всички са убедени и надъхани от духовник, известен като презвитер свети Гликерий, да умрат в Божието име). Игуменката Агатия също е сред изгорените.
Накрая умира и самата Домна, напуснала мъжкия манастир и дълго крила се в една пещера. Все така представяйки се за юноша, тя слиза от планината и тръгва да скита по крайбрежието, след като попада на изгорената катедрала и изпада в покруса и възхищение, спрямо жертвите на гонението, към които закопнява да се присъедини възможно най-скоро. Тогава среща група риболовци, които току-що са хвърлили мрежите си, помага им да ги изтеглят, а в тях намират труповете на Индис и още двама християни (Горгоний и Петър). Изоставят ги на брега, а на Домна дават за труда част от улова. Богат капитан на друг кораб отначало се опитва да я включи в екипажа си, така и неразбирайки, че е жена. Но тя настоява да остане и да погребе загиналите свои и негови съмишленици и той я снабдява с всичко необходимо за това, след което отпътува. Междувременно кланетата над християните продължават и скоро на екзекуторите става известно, че някакъв младеж обикаля християнските гробници и отдава посмъртни почести на загиналите. Издебват я, докато се моли, и я обезглавяват, след което изгарят останките ѝ.